# Menigratopsis svennilssoni
Menigratopsis svennilssoni är en kräftdjursart som beskrevs av E. Dahl 1945. Menigratopsis svennilssoni ingår i släktet Menigratopsis och familjen Lysianassidae. Inga underarter finns listade i Catalogue of Life.